# Liste der Biografien/Janz
Liste der Biografien |
Portal Biografien |
Personensuche
# |
A |
B |
C |
D |
E |
F |
G |
H |
I |
J |
K |
L |
M |
N |
O |
P |
Q |
R |
S |
T |
U |
V |
W |
X |
Y |
Z |
?
 
Ja |
Jb |
Jd |
Je |
Jh |
Ji |
Jj |
Jl |
Jn |
Jm |
Jo |
Jp |
Jr |
Js |
Jt |
Ju |
Jv |
Jw |
Jy
 
Jaa |
Jab |
Jac |
Jad |
Jae |
Jaf |
Jag |
Jah |
Jai |
Jaj |
Jak |
Jal |
Jam |
Jan |
Jao |
Jap |
Jaq |
Jar |
Jas |
Jat |
Jau |
Jav |
Jaw |
Jax |
Jay |
Jaz
 
Jana |
Janb |
Janc |
Jand |
Jane |
Jang |
Janh |
Jani |
Janj |
Jank |
Janm |
Jann |
Jano |
Janr |
Jans |
Jant |
Janu |
Janv |
Jany |
Janz
Die Liste der Biografien führt alle Personen auf, die in der deutschsprachigen Wikipedia einen Artikel haben. Dieses ist eine Teilliste mit 56 Einträgen von Personen, deren Namen mit den Buchstaben „Janz“ beginnt.

## Janz
- Janz, Angelika (* 1952), deutsche Schriftstellerin und Bildende Künstlerin
- Janz, Anne (* 1958), deutsche Politikerin (Bündnis 90/Die Grünen) und Staatssekretärin
- Janz, Curt Paul (1911–2011), Schweizer Musiker und Nietzsche-Biograph
- Janz, Daniel, Sänger und Songwriter christlicher Popmusik
- Janz, Dieter (1920–2016), deutscher Neurologe
- Janz, Friedrich (1898–1964), deutscher Diplomat
- Janz, Hans-Werner (1906–2003), deutscher Neurologe und Psychiater
- Janz, Helmut (1934–2000), deutscher Leichtathlet und Olympiateilnehmer
- Janz, Hildor (1921–2007), kanadischer Musiker und Komponist
- Janz, Holger (* 1966), deutscher Fußballspieler
- Janz, Ilse (* 1945), deutsche Politikerin (SPD), MdB
- Janz, Jürgen (* 1950), deutscher Fußballspieler
- Janz, Leo (1919–2006), kanadischer Evangelist und Sänger
- Janz, Marlies (1942–2020), deutsche Literaturwissenschaftlerin, Autorin und Verlagslektorin
- Janz, Matthias (* 1947), deutscher Chorleiter, Organist und Pädagoge
- Janz, Michael (* 1978), deutsch-kanadischer Musiker
- Janz, Oliver (* 1960), deutscher Historiker, Professor für Neuere Geschichte
- Janz, Paul (* 1951), kanadischer Musiker und Theologe
- Janz, Philipp (1813–1885), deutscher Landschafts- und Genremaler sowie Restaurator und Konservator
- Janz, Tobias (* 1974), deutscher Musikwissenschaftler

### Janza
- Janža, Erik (* 1993), slowenischer Fußballspieler
- Janza, Hans-Jürgen (* 1934), deutscher Schauspieler
- Janža, Maj (* 2003), slowenischer Leichtathlet
- Janzarik, Werner (1920–2019), deutscher Psychiater und Hochschullehrer

### Janze
- Janzé, Alice de (1899–1941), US-amerikanische Millionenerbin, Mitglied des Happy Valley Set
- Janzé, Frédéric de (1896–1933), französischer Adliger, Großwildjäger, Autorennfahrer und Autor
- Janze, Thomas (* 1965), deutscher Multicam-Live-Regisseur und Produzent von Dokumentarfilmen
- Janzen, Alexander (* 1985), deutsch-russischer Eishockeyspieler
- Janzen, Aurelia-Maxima (* 2003), Schweizer Ruderin
- Janzen, Chantal (* 1979), niederländische Schauspielerin und FernsehmoderatorinChantal Janzen (* 1979)

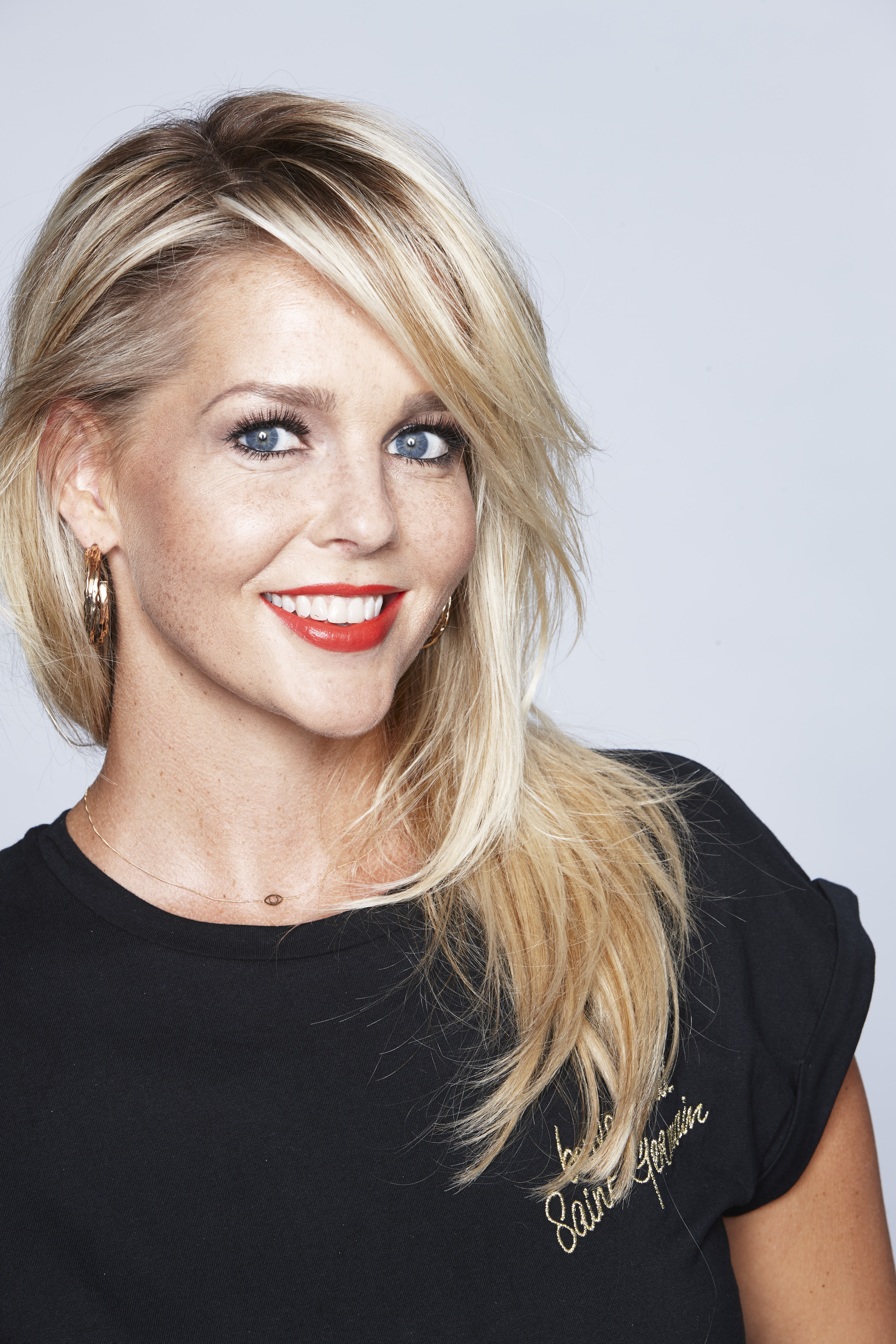
Chantal Janzen (* 1979)

- Janzen, Claus (* 1962), deutscher Schauspieler, Hörspielsprecher und Regisseur
- Janzen, Daniel Hunt (* 1939), US-amerikanischer Evolutionsbiologe
- Janzen, Hans (1885–1944), preußischer Verwaltungsjurist und Landrat
- Janzen, Henry H. (1901–1975), deutscher mennonitischer Missionar und Schriftsteller
- Janzen, Horst (1930–1978), deutscher Maler
- Janzen, Jacqueline (* 1993), deutsche Eishockeyspielerin
- Janzen, Jan Philipp (* 1976), deutscher Musiker
- Janzen, Jasmin (* 1992), deutsche Politikerin (SPD), MdHB
- Janzen, Karl-Heinz (1926–2016), deutscher Gewerkschaftsfunktionär
- Janzen, Lee (* 1964), US-amerikanischer Golfer
- Janzen, Mathilde (* 2005), deutsch-schwedische Fußballspielerin
- Janzen, Pit (* 1944), deutscher Filmarchitekt und Szenenbildner
- Janzen, Rhoda, US-amerikanische Schriftstellerin
- Janzen, Rudolf Wilhelm (1907–1991), deutscher Neurologe
- Janzen, Rudolf Wilhelm Christian (1940–2019), deutscher Neurologe
- Janzen, Sergei (* 1987), deutsch-russischer Eishockeyspieler
- Janzen, Steve (* 1982), kanadisch-deutscher Basketballspieler
- Janzen, Ulrich (* 1930), deutscher Politiker (SPD), MdB
- Janzen, Wolf-Rüdiger (* 1941), deutscher Wirtschaftsfunktionär
- Janzer, Jörg (* 1939), deutscher Schriftsteller und Maler

### Janzi
- Janzing, Bernward (* 1965), deutscher Journalist und Autor

### Janzo
- Janzon, Cornelia (* 1981), deutsche Basketballnationalspielerin
- Janzon, Joachim (* 1959), deutscher Eishockeyspieler
- Janzon, Norbert (* 1950), deutscher Fußballspieler

### Janzs
- Janzsa, Rudolf (1914–1994), österreichischer Politiker (ÖVP), Landtagsabgeordneter

### Janzu
- Janžurová, Iva (* 1941), tschechische SchauspielerinIva Janžurová (* 1941)

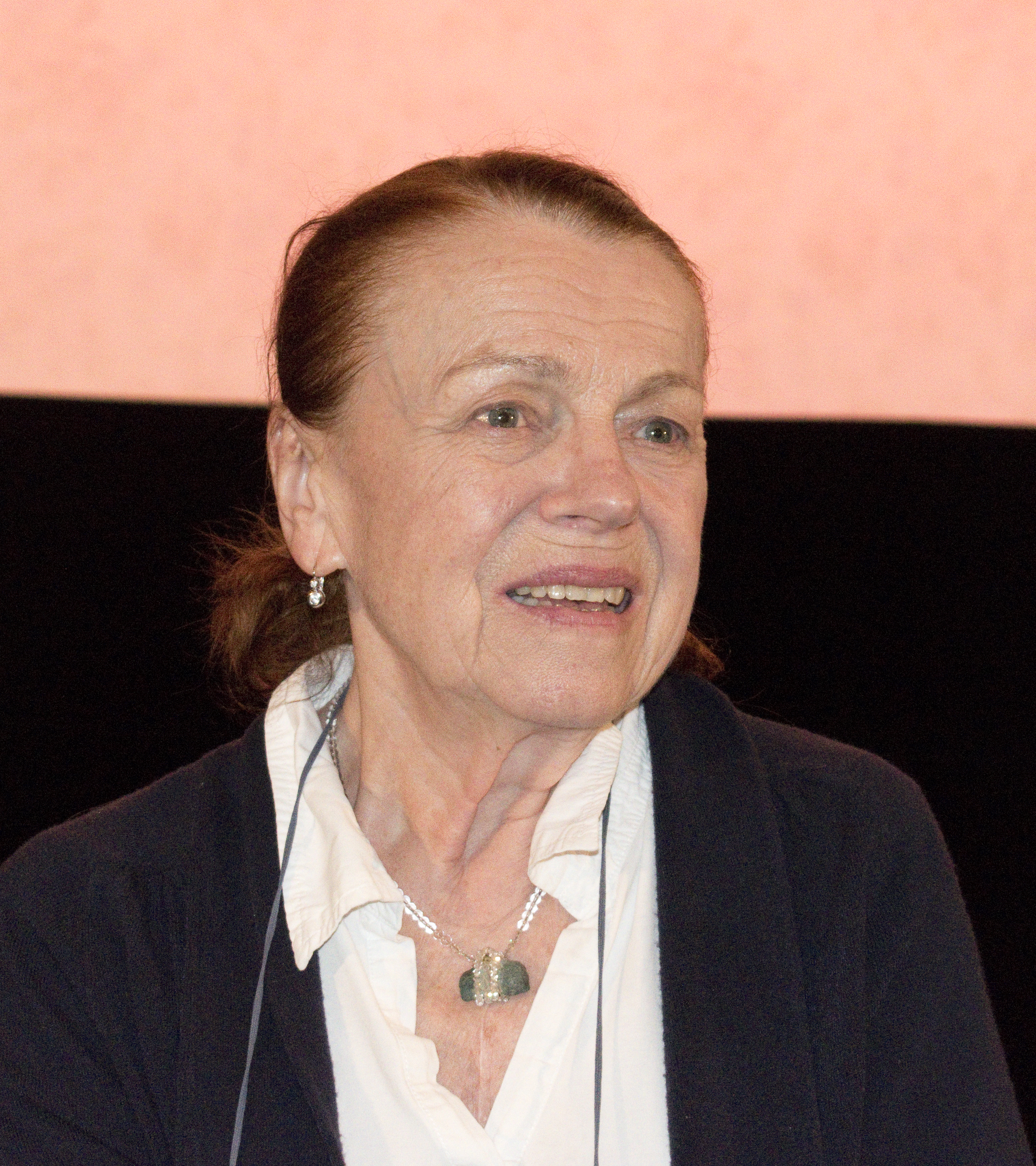
Iva Janžurová (* 1941)